# Julio Benítez Castillo
Julio Benítez Castillo  (Santiago, 25 de octubre de 1910 - 1989), fue un dirigente sindical y político socialista chileno, que ejerció como ministro de Vivienda y Urbanismo durante el gobierno del presidente socialista Salvador Allende, desde 1971 hasta 1972.

## Trayectoria
Estudió en el Liceo de Aplicación De oficio, obrero autodidacta, participó en cursos y seminarios administrativos y económicos. Militó en Partido Socialista de Chile donde ejerció cargos de nivel regional y nacional. También fue dirigente nacional de la Central Única de Trabajadores de Chile. Fue subsecretario del Trabajo y posteriormente en 1971 ministro de Vivienda y Urbanismo del gobierno de Salvador Allende.